# Singa Manzamgala
Pierre Singa Manzamgala (1º agosto 1981) è un ex calciatore congolese (Repubblica Democratica del Congo), di ruolo attaccante.

## Caratteristiche tecniche
Punta centrale, poteva giocare anche come seconda punta.

## Carriera

### Nazionale
Ha debuttato in Nazionale il 29 gennaio 2002, in RD del Congo-Costa d'Avorio (3-1), subentrando a Jason Mayélé al minuto 62. Ha partecipato, con la Nazionale, alla Coppa d'Africa 2002. Ha collezionato in totale, con la maglia della Nazionale, due presenze.